# Mo' Money
Mo' Money é um filme estadunidense de 1992, do gênero comédia dramática e romance, dirigido por Peter MacDonald e distribuido pela Columbia Pictures. O filme é estrelado por Damon Wayans, Marlon Wayans e Stacey Dash.

## Elenco
- Damon Wayans - Johnny Stewart/ Anton Jackson
- Stacey Dash - Amber Evans
- Joe Santos - Lt. Raymond Walsh
- John Diehl - Keith Heading
- Bernie Mac - Club Doorman
- Harry J. Lennix - Tom Dilton
- Marlon Wayans - Seymour Stewart
- Mark Beltzman - Chris Fields
- Quincy Wong - Eddie
- Kevin Casey - Lloyd
- Larry Brandenburg - Businessman
- Garfield - Rock
- Alma Yvonne - Charlotte
- Richard E. Butler - Ted Forrest
- Evan Lionel Smith - Detetive Mills